# Charlotte Kalla
Marina Charlotte Kalla (Pajala, 22 luglio 1987) è un'ex fondista svedese, vincitrice di tre medaglie d'oro olimpiche. È la fondista svedese che ha vinto il maggior numero di gare su distanza in Coppa del Mondo, con le sue 9 affermazioni.

## Biografia

### Stagioni 2006-2007
Nata a Tärendö di Pajala, ha debuttato in campo internazionale ai Mondiali juniores di Kranj, in Slovenia, nel 2006, dove ha vinto l'oro nell'inseguimento 5 km + 5 km, l'argento nella staffetta e il bronzo nella 5 km a tecnica classica.
Ha debuttato in Coppa del Mondo il 15 marzo 2006 nella sprint a tecnica libera di Changchun (14ª), ha ottenuto il primo podio il 17 dicembre successivo nella staffetta di La Clusaz (2ª) e la prima vittoria il 4 febbraio 2007 nella staffetta di Davos.
Nella stessa stagione ha partecipato sia ai Mondiali di Sapporo (4ª in staffetta il miglior risultato), sia ai Mondiali juniores di Tarvisio vincendo due ori (nell'inseguimento e nella 5 km a tecnica classica) e un argento (nella sprint).

### Stagioni 2008-2009

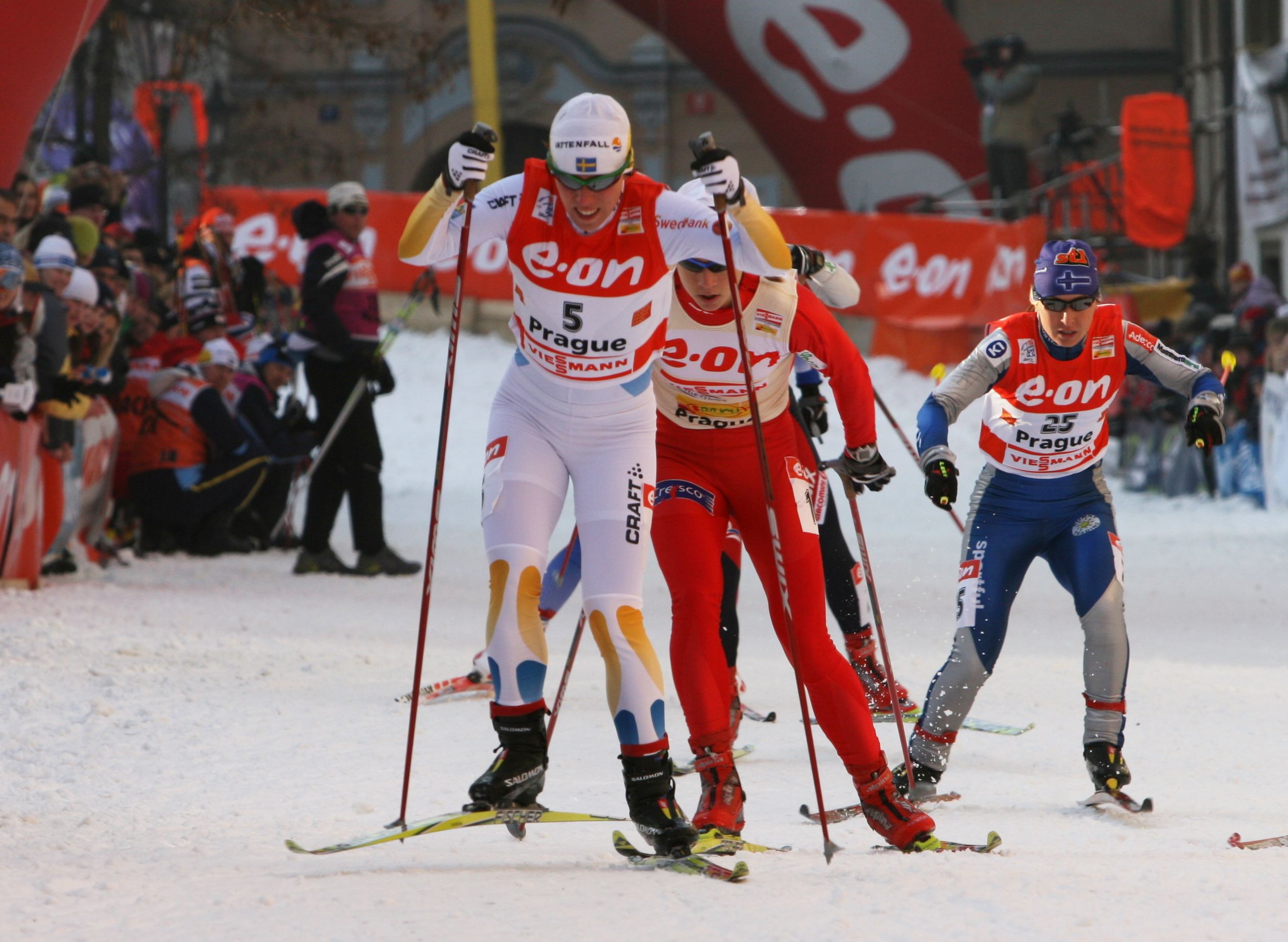
La Kalla (con il nº 5) in gara a Praga durante il Tour de Ski 2008

Nella stagione 2007-2008 ha ottenuto vari podi in Coppa, con due vittorie; tra queste quella nel Tour de Ski, conquistata grazie alle vittorie di tappa nella 10 km a tecnica libera e nella 10 km a inseguimento di Nové Město na Moravě e nella sprint di Asiago. Ha chiuso la stagione al quarto posto in classifica generale.
Anche nel 2008-2009 ha ottenuto vari podi in Coppa (una vittoria), chiudendo al 12º posto finale; ai Mondiali di Liberec ha vinto il bronzo nella staffetta.

### Stagioni 2010-2013
Dopo aver conquistato alcuni podi in Coppa del Mondo a inizio stagione, ha partecipato ai XXI Giochi olimpici invernali di Vancouver 2010, sua prima presenza olimpica. Ha conquistato la medaglia d'oro nella prima prova dello sci di fondo, la 10 km a tecnica libera, con un vantaggio su Kristina Šmigun-Vähi pari a 6,6 secondi. Sempre nella stessa edizione si è aggiudicata, in coppia con Anna Haag, la medaglia d'argento nella sprint a squadre. Nella staffetta è stata 5ª, nell'inseguimento 8ª e nella 30 km a tecnica classica ha chiuso in sesta posizione. A fine stagione nella classifica di distanza di Coppa del Mondo è risultata 4ª.
Nella stagione successiva ha colto vari piazzamenti nelle prime posizioni a inizio stagione; ai Mondiali di Oslo ha vinto l'oro nella sprint a squadre e l'argento nella staffetta, mentre a quelli della Val di Fiemme del 2013 ha ottenuto due argenti.

### Stagioni 2014-2022
Ai XXII Giochi olimpici invernali ha vinto la medaglia d'oro nella staffetta, la medaglia d'argento nella 10 km e nello skiathlon e si è classificata 34ª nella 30 km. Ai Mondiali di Falun 2015 ha vinto una medaglia in ognuna delle gare cui ha preso parte: l'oro nella 10 km, l'argento nella staffetta e il bronzo nella 30 km e nello skiathlon; due anni dopo ai Mondiali di Lahti 2017 ha vinto la medaglia d'argento nella 10 km e nella staffetta e quella di bronzo nello skiathlon e si è classificata 7ª nella 30 km.
Ai XXIII Giochi olimpici invernali di Pyeongchang 2018 ha vinto la medaglia d'oro nello skiathlon, quella d'argento nella 10 km, nella staffetta e nella sprint a squadre e si è classificata 5ª nella 30 km; l'anno successivo ai Mondiali di Seefeld in Tirol ha vinto la medaglia d'oro nella staffetta ed è stata 9ª nella 10 km, 5ª nella 30 km e 6ª nello skiathlon, mentre a quelli di Oberstdorf 2021 si è classificata 6ª nella 10 km, 5ª nello skiathlon, 6ª nella staffetta e non ha completato la 30 km. Ai XXIV Giochi olimpici invernali di Pechino 2022 si è classificata 20ª nella 10 km, 35ª nella 30 km e 19ª nello skiathlon.

## Palmarès

### Olimpiadi
- 9 medaglie:
  - 3 ori (10 km tecnica libera a Vancouver 2010; staffetta a Soči 2014; skiathlon a Pyeongchang 2018)
  - 6 argenti (sprint a squadre a Vancouver 2010; 10 km tecnica classica, skiathlon a Soči 2014; 10 km tecnica libera, staffetta, sprint a squadre a Pyeongchang 2018)

### Mondiali
- 13 medaglie:
  - 3 ori (sprint a squadre a Oslo 2011; 10 km a Falun 2015; staffetta a Seefeld in Tirol 2019)
  - 6 argenti (staffetta a Oslo 2011; sprint a squadre, staffetta a Val di Fiemme 2013; staffetta a Falun 2015; 10 km, staffetta a Lahti 2017)
  - 4 bronzi (staffetta a Liberec 2009; skiathlon, 30 km a Falun 2015; skiathlon a Lahti 2017)

### Mondiali juniores
- 7 medaglie:
  - 3 ori (inseguimento a Kranj 2006; 5 km, inseguimento a Tarvisio 2007)
  - 3 argenti (staffetta a Kranj 2006; sprint, staffetta a Tarvisio 2007)
  - 1 bronzo (5 km a Kranj 2006)

### Coppa del Mondo
- Miglior piazzamento in classifica generale: 4ª nel 2008 e nel 2012
- 50 podi (35 individuali, 15 a squadre):
  - 10 vittorie (7 individuali, 3 a squadre)
  - 20 secondi posti (14 individuali, 6 a squadre)
  - 20 terzi posti (14 individuali, 6 a squadre)

#### Coppa del Mondo - vittorie
| Data                              | Località                                        | Nazione          | Specialità                                                                    |
| --------------------------------- | ----------------------------------------------- | ---------------- | ----------------------------------------------------------------------------- |
| 4 febbraio 2007                   | Davos                                           | Svizzera         | 4x5 km (con Lina Andersson, Anna-Karin Strömstedt e Britta Johansson Norgren) |
| 28 ottobre 2007                   | Düsseldorf                                      | Germania         | Sprint a squadre TL (con Britta Johansson Norgren)                            |
| 28 dicembre 2007 6 gennaio 2008   | Nové Město na Moravě Praga Asiago Val di Fiemme | Rep. Ceca Italia | Tour de Ski                                                                   |
| 22 novembre 2008                  | Gällivare                                       | Svezia           | 10 km TL                                                                      |
| 22 novembre 2009                  | Beitostølen                                     | Norvegia         | 4x5 km (con Anna Olsson, Sara Lindborg e Anna Haag)                           |
| 5 febbraio 2010                   | Canmore                                         | Canada           | 10 km TL                                                                      |
| 15 febbraio 2015                  | Östersund                                       | Canada           | 10 km TL                                                                      |
| 24 novembre 2017 26 novembre 2017 | Kuusamo                                         | Finlandia        | Ruka Triple                                                                   |
| 3 dicembre 2017                   | Lillehammer                                     | Norvegia         | 15 km ST                                                                      |
| 16 dicembre 2017                  | Dobbiaco                                        | Italia           | 10 km TL                                                                      |

Legenda:

TC = tecnica classica

TL = tecnica libera

ST = skiathlon

#### Coppa del Mondo - competizioni intermedie
- Vincitrice del Tour de Ski nel 2008
- Vincitrice del Ruka Triple nel 2018
- 24 podi di tappa:
  - 5 vittorie
  - 12 secondi posti
  - 7 terzi posti

##### Coppa del Mondo - vittorie di tappa
| Data             | Località             | Nazione   | Competizione | Specialità  |
| ---------------- | -------------------- | --------- | ------------ | ----------- |
| 29 dicembre 2007 | Nové Město na Moravě | Rep. Ceca | Tour de Ski  | 10 km TL PU |
| 1º gennaio 2008  | Nové Město na Moravě | Rep. Ceca | Tour de Ski  | 10 km PU    |
| 4 gennaio 2008   | Asiago               | Italia    | Tour de Ski  | Sprint TL   |
| 21 marzo 2010    | Falun                | Svezia    | Finali       | 10 km TL HS |
| 1º dicembre 2013 | Kuusamo              | Finlandia | Ruka Triple  | 10 km TL PU |

Legenda:

HS = partenza a handicap

PU = inseguimento

TC = tecnica classica

TL = tecnica libera

### Campionati svedesi
- 17 medaglie:
  - 11 ori (10 km TL, inseguimento nel 2009; 10 km TL nel 2010; inseguimento nel 2011; 10 km TL, inseguimento nel 2012; 10 km TL, 30 km TL nel 2013; 10 km TC, 30 km TC, inseguimento nel 2014)
  - 6 argenti (inseguimento, sprint TC nel 2010; 10 km TC, sprint TL nel 2011; 30 km TC, sprint TC nel 2012)